# Bradysia acerpontia
Bradysia acerpontia är en tvåvingeart som beskrevs av Menzel och Werner Mohrig 1991. Bradysia acerpontia ingår i släktet Bradysia och familjen sorgmyggor.
Artens utbredningsområde är Tyskland. Inga underarter finns listade i Catalogue of Life.